# Emmy von Rhoden
Emmy von Rhoden, rozená Emilie Auguste Karoline Henriette Kühnová (15. listopadu 1829, Magdeburg – 4. července 1885, Drážďany) byla německá spisovatelka, autorka dívčích románů. 

## Život
Pocházela z rodiny bankéře. Roku 1854 se provdala za německého spisovatele, novináře a předsedu spolku německých spisovatelů Hermanna Friedricha Friedricha. V následujících letech žila se svou rodinou v Berlíně, Eisenachu, Lipsku a Drážďanech. V několika almanaších vydala své drobné povídky pro dospělé čtenáře, ale pak dala přednost rodině. Teprve v letech 1883–1885 uveřejnila pod pseudonymem Emmy von Rhoden své tři dívčí romány Lenchen Braun (1883), Das Musikantenkind (1883, Muzikantské dítě) a Der Trotzkopf (1885, Svéhlavička), ve kterých vyjadřuje své přesvědčení, že hlavním úkolem ženy je být dobrou hospodyní, manželkou a matkou, a cokoliv jiného že může rodině přinést jen problémy.

## Česká vydání
- Svéhlavička, Rudolf Storch, Praha 1899, převyprávěla Eliška Krásnohorská. Úspěch tohoto převyprávění vedl Elišku Krásnohorskou k tomu, že napsala další tři vlastní pokračování.

## Filmové adaptace
- Svéhlavička (1926), český němý film podle převyprávění románu od Elišky Krásnohorské, režie Rudolf Měšťák, v titulní roli Marie Kalmarová.
- A Cabeçuda (1960), portugalský televizní film podle románu Der Trotzkopf.
- Ilsa (1964), brazilský televizní seriál podle románu Der Trotzkopf.
- Der Trotzkopf (1983), západoněmecký televizní seriál, režie Helmuth Ashley.

### Poznámka
1. ↑  Oproti internetovým referencím uvádí Slovník autorů literatury pro děti a mládež 1 - Zahraniční spisovatelé (Libri, Praha 2007) na sraně 672 jméno spisovatelky Emma von Rhoden, rok narození 1832 a jako místo narození Lipsko.